# 郊劳台
郊劳台，位于北京市房山区良乡镇大南关外，是北京市文物保护单位。

## 简介
郊劳台创建于清朝乾隆二十五年（1760年），俗称“接将台”，即皇帝迎接出征将士凯旋之地。乾隆二十五年，将军兆惠、富德等平定准噶尔回部叛乱凯旋，乾隆帝携文武百官从京城出发，到郊外迎接、慰劳回朝的将士，举行庆典。郊劳台是专为盛典而建的圆形石台，高五尺，径五丈，已无存。郊劳礼成后，乾隆帝御笔作记事诗，刻碑一方，立在郊劳台北侧，并建碑亭一座，即郊劳台御碑亭。该碑亭现存，为汉白玉碑亭，分为两层，每层8根石柱，两层合计16根石柱。亭内有石碑一座，碑上刻有乾隆帝郊劳记事诗。郊劳台四周有砖砌围墙，占地面积8000余平方米。郊劳台是清史研究中的重要实物资料。1995年，该碑亭作为“郊劳台”被公布为第五批北京市文物保护单位。
碑亭内的汉白玉石碑立于清朝乾隆二十五年二月二十七日，碑上用满文、汉文刻有乾隆郊劳记事诗。

京县郊南亲劳军，圜坛陈纛谢成勋。出师本意聊尝试，奏凯今朝备礼文。

释甲弢戈罢征伐，论功行赏策忠勋。膝前抱见询经历，一瞬五年戚以欣。

同心万里那睽违，毕竟欢言赋采薇。勇将归来兼福将，黻衣著得解戎衣。

漫称偃武修文日，恐即嬉文恬武机。饮至宁夸畅和乐，持盈益励慎几微。

庚辰二月廿七日郊劳出征将军兆惠富德及诸将士礼成纪事

乾隆御笔（印两方：“乾隆宸翰”、“陶冶性灵”）
郊劳台墙外西侧建有“有庆寺”。